# Viburnum betulifolium
Viburnum betulifolium är en desmeknoppsväxtart som beskrevs av Alexander Feodorowicz Batalin. Viburnum betulifolium ingår i släktet olvonsläktet, och familjen desmeknoppsväxter. Inga underarter finns listade i Catalogue of Life.

## Bildgalleri

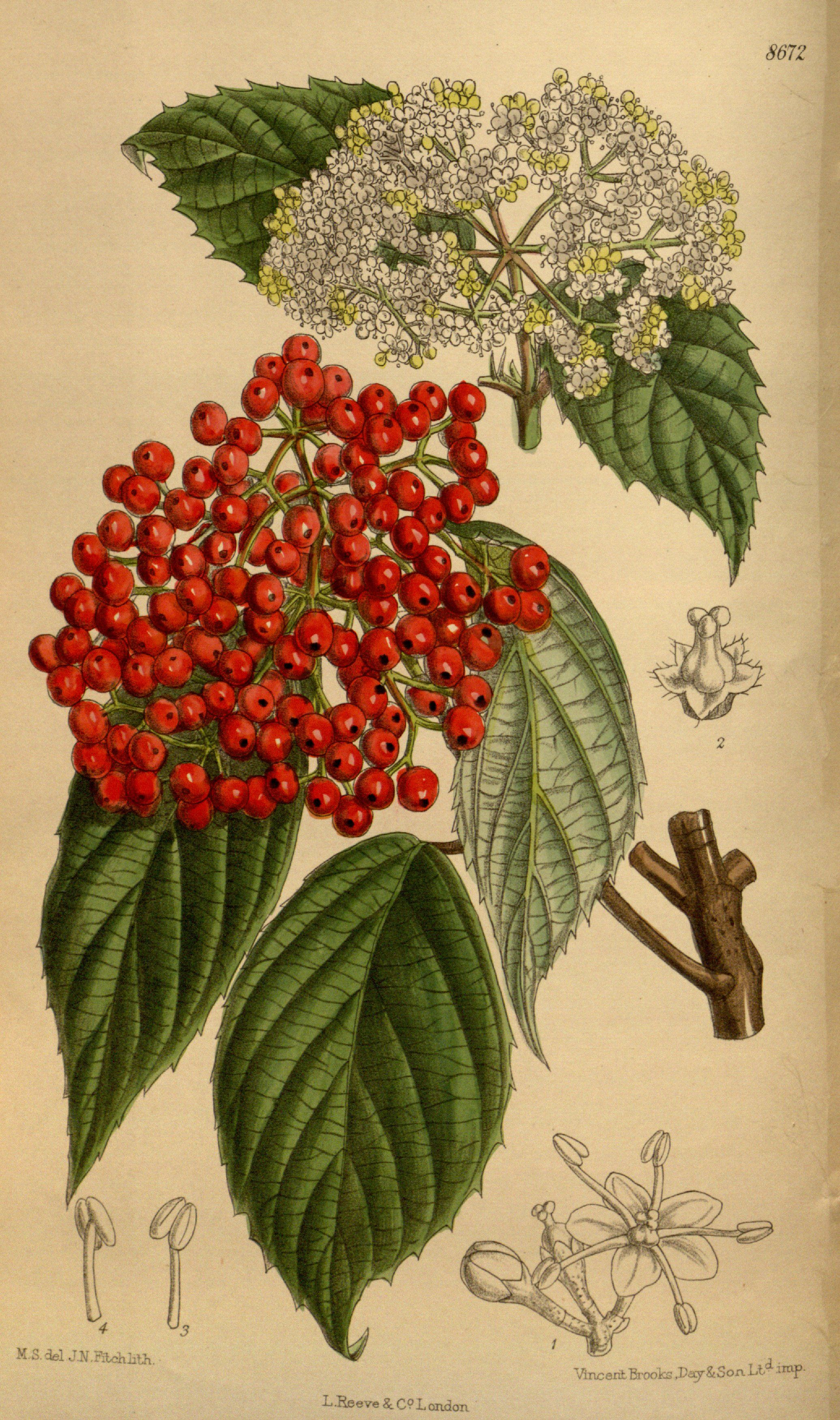
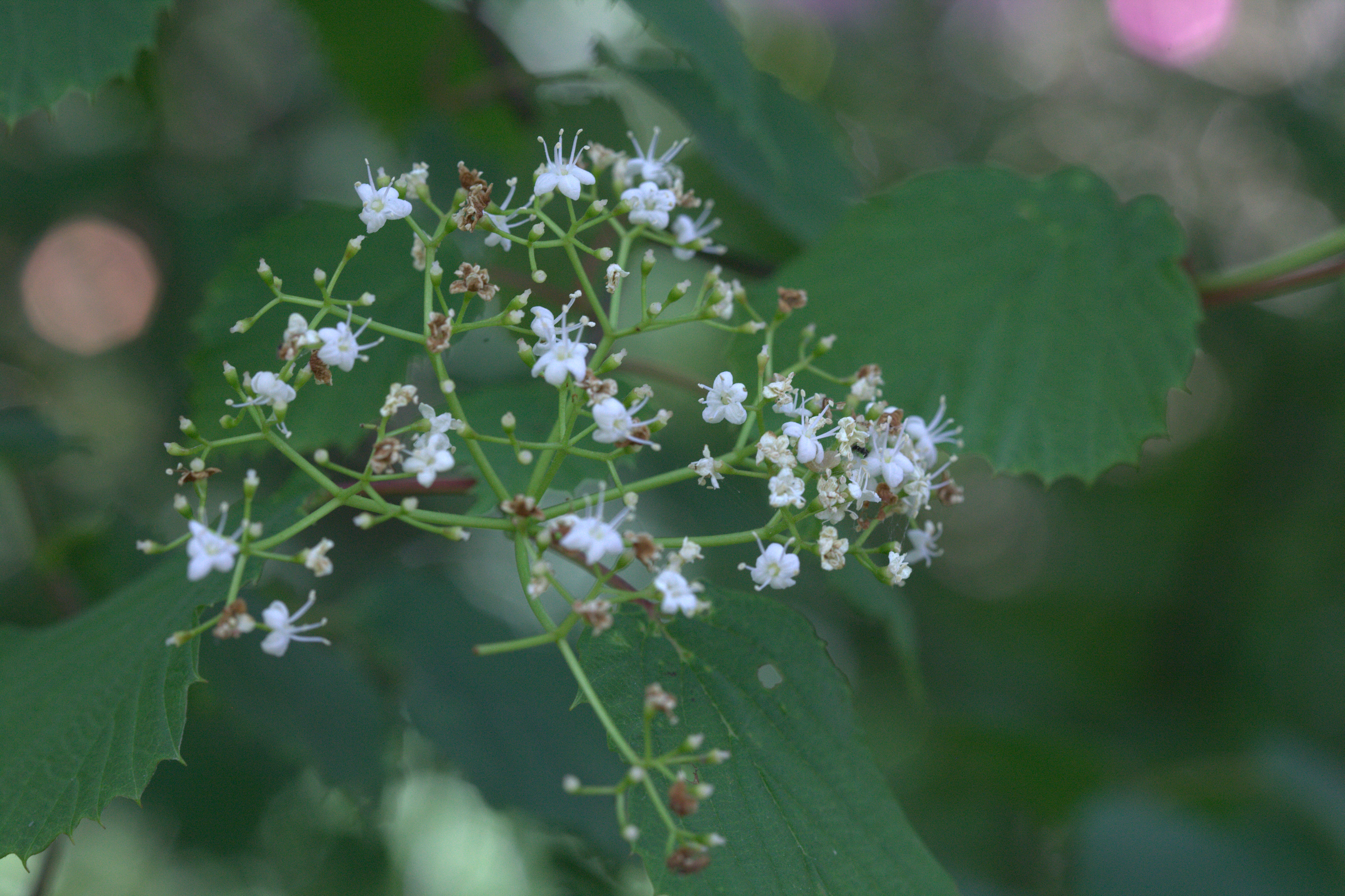
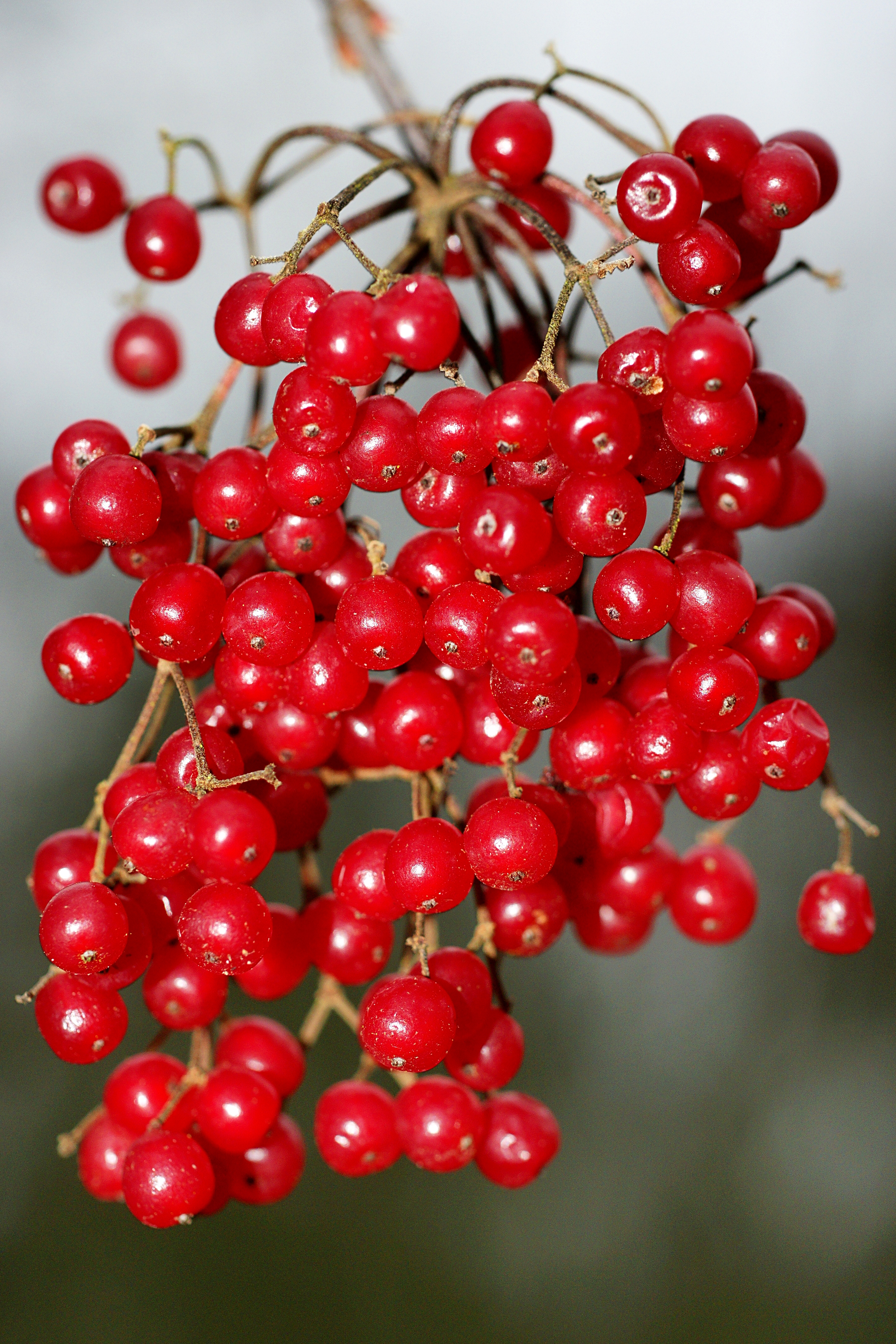
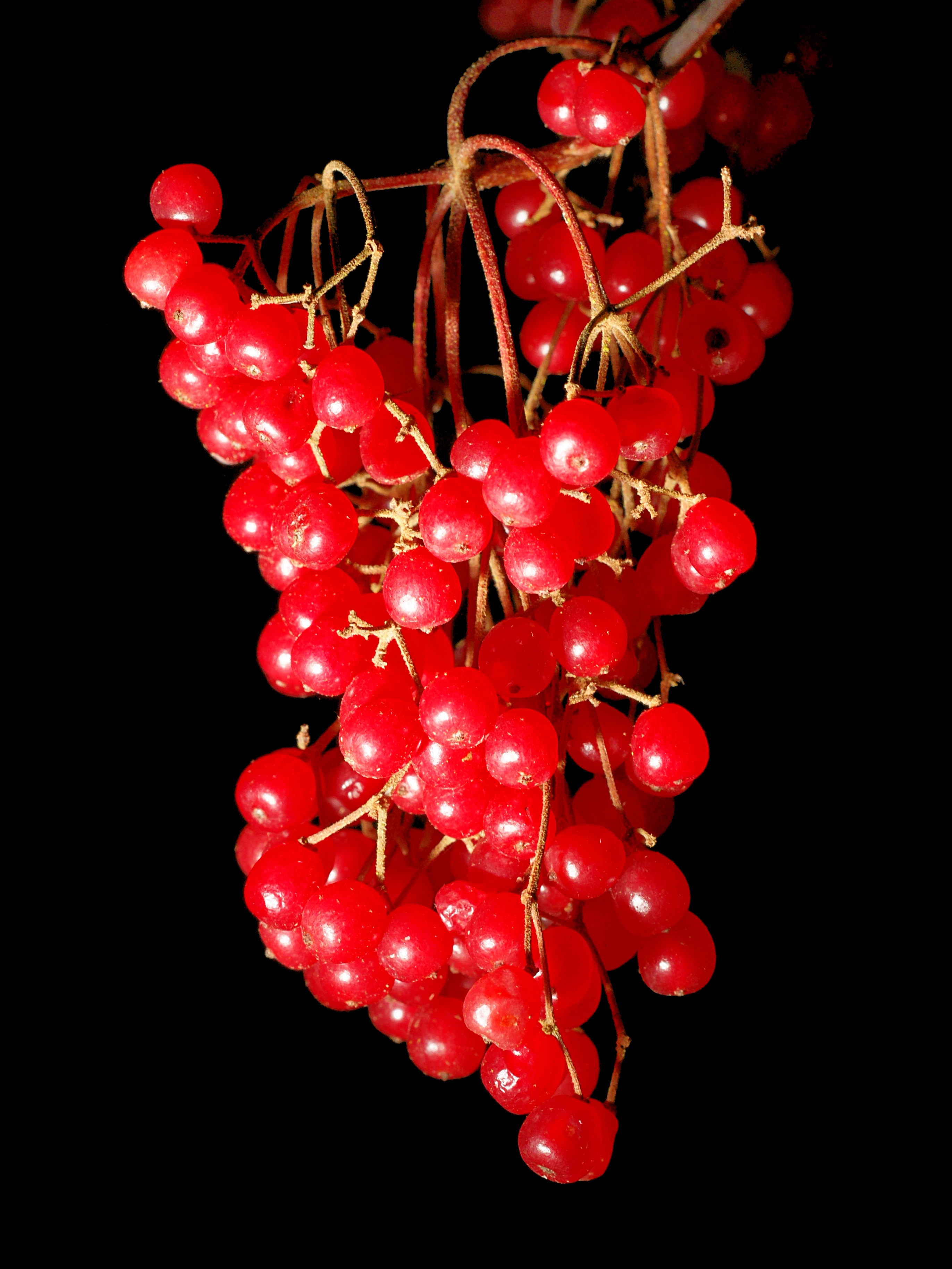
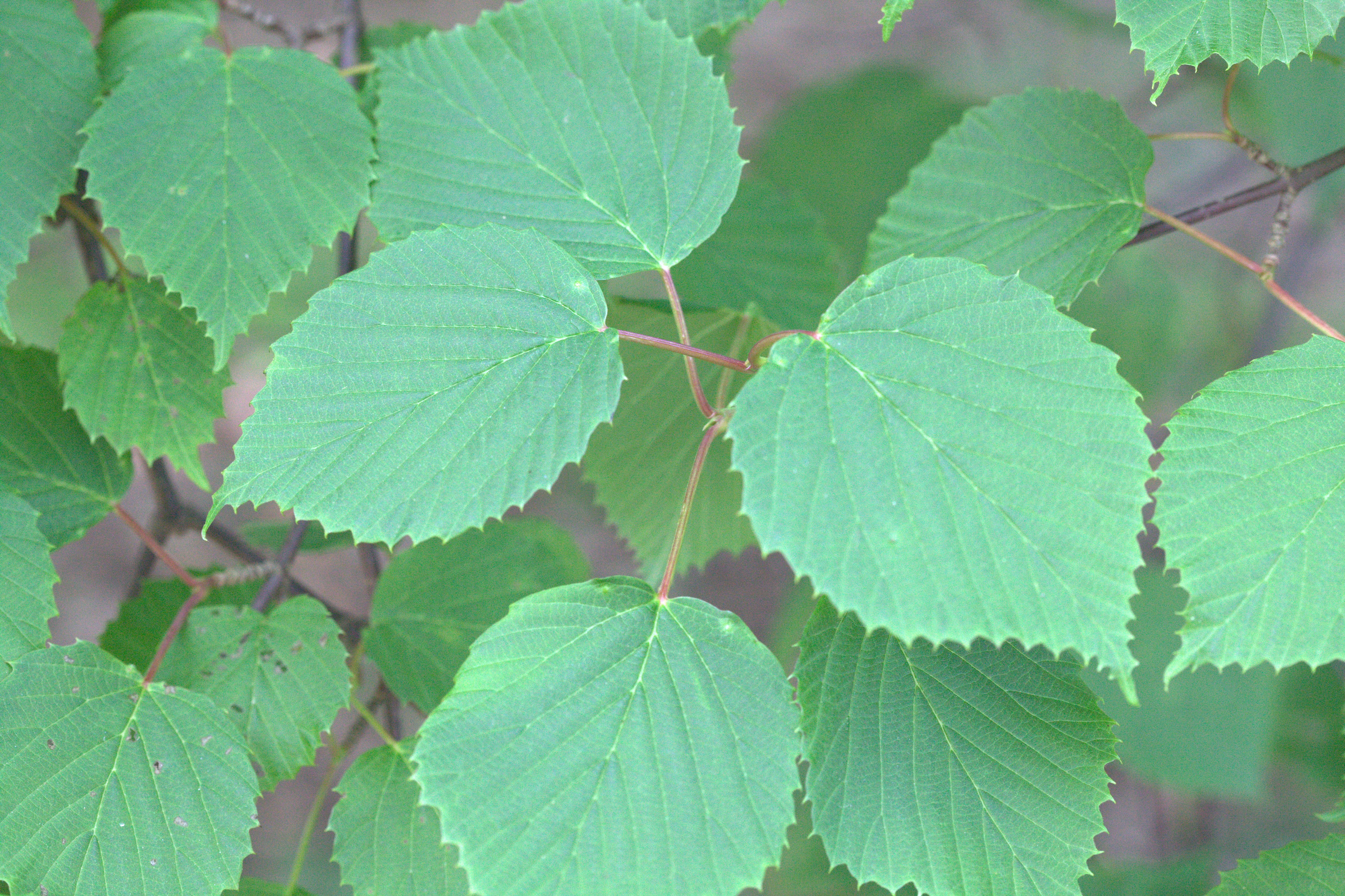
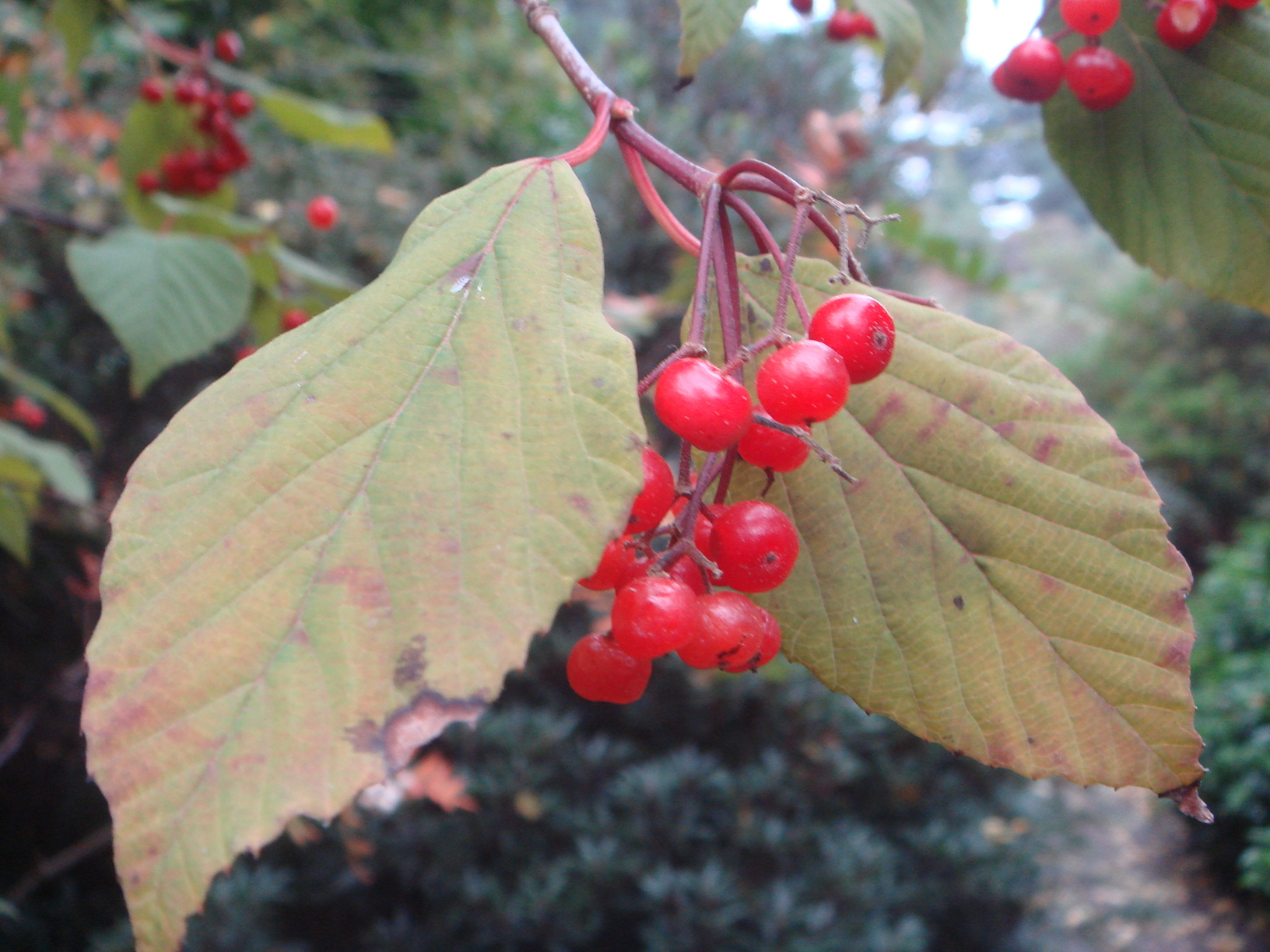